# Кельтиберы
Кельтибе́ры (лат. Celtiberi, др.-греч. Κελτίβηρες) — группа племён в центральной и северной Испании и в Португалии доримского периода. Название кельтиберов отражает то, что их культура совмещает как кельтские, так и иберские составляющие. Остаётся неясным, являлись ли кельтиберы смешавшимися кельтами и иберами или же представляли одну из этих двух групп с существенным культурным воздействием другой. Неизвестным остаётся также, насколько долгой является их самостоятельная история.
Частой ошибкой является распространение термина «кельтиберы» на все народы Пиренейского полуострова доримской эпохи, говорившие на испано-кельтских языках. Ошибка эта связана с тем, что лишь кельтиберы оставили после себя письменные памятники, хотя занимали относительно небольшую часть Пиренейского полуострова.
Античные авторы описывали кельтиберов как воинственный народ. Во II веке до н. э. они были покорены римлянами. Кельтиберское наследие встречается в испанской провинции Галисия. Сохранились письменные памятники кельтиберского языка.

## История
- 218 год до н. э.: многие кельтиберы и южные галлы принимают участие в походе Ганнибала в северную Италию
- 197—179 годы до н. э.: начало Кельтиберских войн. Первая война против римлян
- 154—133 годы до н. э.: вторая война против римлян (первая Нумантийская война, или вторая Кельтиберская война)
- 133 год до н. э.: римляне уничтожают кельтиберский город Нуманция, после чего последовал долгий период мира